# Cry for You
Cry for You è un singolo della cantante pop svedese September, pubblicato il 29 novembre 2006 dall'etichetta discografica Catchy Tunes.
La canzone, scritta da Anoo Bhagavan, Niclas von der Burg e Jonas von der Burg e prodotta da quest'ultimo, è stata tratta dal secondo album della cantante, In Orbit, ed è basata sulla melodia di Smalltown Boy, singolo dei Bronski Beat del 1984. È, insieme a Satellites, il brano di maggior successo della cantante, che le ha permesso di raggiungere la fama anche oltre i confini della Svezia.
Sono stati realizzati due differenti video del brano, uno per la promozione nazionale, l'altro destinato al pubblico internazionale.

## Tracce
CD-Maxi (Catchy Tunes CATCHY 054 [se])
1. Cry for You (Single Edit) - 3:30
2. Cry for You (Radio Extended) - 5:25
3. Cry for You (Jackal Remix) - 4:00
4. Cry for You (Jackal Remix Long) - 5:48

CD-Maxi (Robbins 76869-72162-2  [us])
1. Cry for You (Radio Edit) - 3:29
2. Cry for You (Granite & Phunk Radio Edit) - 3:33
3. Cry for You (Jackal Remix Short) - 4:00
4. Cry for You (Extended Mix) - 5:26
5. Cry for You (Granite & Phunk Club Mix) - 7:13
6. Cry for You (Jackal Remix Long) - 5:48

CD-Single (Silver Angel / Digidance SAR 2007/02 [nl] / EAN 8711255253548)
1. Cry for You (Single Edit) - 3:30
2. Cry for You (Radio Extended) - 5:25
3. Cry for You (Jackal Remix Short) - 4:00

- Extra:

1. Cry for You (Video)

Promo - 12" Maxi (Hard2Beat H2B03P1  [uk])
1. Cry for You (Original Mix) - 5:28
2. Cry for You (Darren Styles Remix) - 5:31
3. Cry for You (Spencer & Hill Remix) - 6:46
4. Cry for You (Spencer & Hill Dub) - 6:31

12" Maxi (Hard2Beat H2B03T [uk])
1. Cry for You (Dave Ramone Extended Mix) - 6:13
2. Cry for You (Darren Styles Club Mix)) - 5:31
3. Cry for You (Spencer & Hill Remix) - 6:46
4. Cry for You (Original Mix) - 5:28

CD-Single (Hard2Beat H2B03CDX  [uk])
1. Cry for You (UK Radio Edit) - 2:46
2. Cry for You (Original Edit) - 2:46

CD-Maxi (Absolute Sound / Happy AS 192 999-7 [fr])
1. Cry for You (UK Radio Edit) - 2:47
2. Cry for You (Original Version) - 3:28
3. Cry for You (Original Club Mix) - 5:25
4. Cry for You (Dave Ramone Remix) - 6:14
5. Cry for You (Acoustic Candelight Edit) - 5:25

CD-Maxi (Universal 0625 1782435 5 (UMG) [de] / EAN 0602517824355)
1. Cry for You (UK Radio Edit) - 2:44
2. Cry for You (Spencer & Hill Radio Edit) - 3:34
3. Cry for You (Dave Ramone Extended Mix) - 6:13
4. Cry for You (Acoustic Mix Candlelight Edit) - 3:04

CD-Maxi (Hard2Beat H2B03CDS  [uk])
1. Cry for You (UK Radio Edit) - 2:46
2. Cry for You (Original Edit) - 2:46
3. Cry for You (Dave Ramone Extended Mix) - 6:12
4. Cry for You (Spencer & Hill Remix) - 6:46
5. Cry for You (Darren Styles Club Mix) - 5:29
6. Cry for You (Candlelight Edit) - 3:08

- Extra:

1. Cry for You (Video)

CD-Maxi (Central Station CRSCD50553  [au,nz])
1. Cry for You (Radio Edit) - 3:29
2. Cry for You (Extended Mix) - 5:25
3. Cry for You (Spencer & Hill Remix) - 6:46
4. Cry for You (Darren Styles Club Mix) - 5:28
5. Cry for You (Dave Ramone Extended Remix) - 6:12
6. Cry for You (Jackal Remix) - 5:49
7. Cry for You (Candelight Edit) - 3:02

## Date di pubblicazione
| Nazione     | Data              | Formato                                      | Etichetta              |
| ----------- | ----------------- | -------------------------------------------- | ---------------------- |
| Svezia      | 29 novembre 2006  | CD Singolo, Download digitale                | Stockholm Records      |
| Stati Uniti | 20 marzo 2007     | CD Singolo, Download digitale                | Robbins Entertainment  |
| Stati Uniti | 19 settembre 2007 | Download digitale (Exclusive New Mix)        | Robbins Entertainment  |
| Stati Uniti | 8 luglio 2008     | Download digitale (Exclusive New UK Remixes) | Robbins Entertainment  |
| Polonia     | giugno 2007       | CD Promo                                     | Magic Records          |
| Paesi Bassi | 30 ottobre 2007   | CD Singolo, Download digitale                | Music Worx             |
| Regno Unito | 7 aprile 2008     | Download digitale                            | Hard2Beat              |
| Regno Unito | 14 aprile 2008    | CD Singolo, CD Maxi                          | Hard2Beat              |
| Europa      | 9 maggio 2008     | CD Singolo, CD Maxi, Download digitale       | Hard2Beat              |
| Australia   | 2 agosto 2008     | CD Singolo, CD Maxi, Download digitale       | Shock                  |
| Francia     | 18 agosto 2008    | CD Singolo, Download digitale                | Universal Music France |
| Germania    | 26 settembre 2008 | CD Maxi, Download digitale                   | Universal Music        |

## Classifiche
| Classifica        | Posizione raggiunta |
| ----------------- | ------------------- |
| Regno Unito       | 5                   |
| Svizzera          | 6                   |
| Francia           | 6                   |
| Svezia            | 6                   |
| Austria           | 7                   |
| Irlanda           | 8                   |
| Paesi Bassi       | 10                  |
| Danimarca         | 10                  |
| Germania          | 11                  |
| Australia         | 14                  |
| Belgio (Fiandre)  | 22                  |
| Belgio (Vallonia) | 32                  |
| Nuova Zelanda     | 39                  |
| Stati Uniti       | 74                  |

## Altri utilizzi
Nel 2022 il ritornello di questa canzone è stato ripreso in Beg for You, brano di Charli XCX realizzato in collaborazione con Rina Sawayama.